# Richard Seeber
Richard Seeber (né le 15 janvier 1962 à Innsbruck) est un homme politique autrichien (Parti populaire autrichien, ÖVP) et membre du Parlement européen de 2004 à 2014. 

## Biographie
Entre 1968 et 1972, Richard Seeber fréquente l'école primaire à Haiming au Tyrol. De 1972 jusqu'à 1980, il poursuit ses études au lycée à Imst (Tyrol) où il choisit la filière scientifique.
En 1980, Seeber commence ses études à la faculté de droit de l'université d'Innsbruck. Le 30 juin 1984, il obtient le grade de docteur (Doc. Iur.). Parallèlement à ses études de droit, il s'inscrit à la faculté d'économie de l'université d'Innsbruck en obtenant son diplôme de Mag. rer. soc. oec. en 1988. Pendant ses études, il fréquente plusieurs cours de langue, notamment d'anglais et de français.
De 1985 à 1989 il travaille comme directeur de croisières à bord de navires roumains et bulgares sur le Danube. Pendant cette période il est aussi guide touristique en Roumanie et sur le littoral de la Mer Noire. De 1987 jusqu'au début de l'année 1989, Richard Seeber effectue un stage juridique de 13 mois auprès du tribunal du canton d'Imst et du tribunal de grande instance d'Innsbruck. En 1990, il travaille en tant qu'avoué.
En 1991, il commence à travailler dans le département du tourisme auprès de la Chambre de Commerce du Tyrol. Entre 1992 et 1995, il est le premier directeur du Département de l'Europe de la Chambre de Commerce du Tyrol. Dans cette période en tant que directeur, il contribue de manière déterminante à la réalisation du Département de l'Europe ainsi qu'à la transformation de ce département en Euro-Info-Centre de l'UE de la Chambre de Commerce du Tyrol. En 1995, il devient le premier directeur du nouveau bureau de liaison de l'Eurorégion Tyrol auprès de l'Union européenne à Bruxelles en Belgique. En outre, en 1999 il est élu président du Forum Chrétien-Démocrate de l'Europe (CDEF), un think tank à Bruxelles; une fonction qu'il exerce jusqu'à ce jour.
Aux élections européennes de 2004, Richard Seeber est élu député du groupe du Parti populaire européen au Parlement européen. Déjà pendant la première période législative, il était membre de la Commission de l'environnement, de la santé publique et de la sécurité alimentaire, ainsi que membre suppléant de la Commission du développement régional. En 2005, il devient pour le Parti populaire européen (PPE) le rapporteur pour la qualité des eaux de baignade en Europe. En 2007, il est chargé par le Parlement européen de rédiger le rapport sur la crue des eaux, ainsi qu'en 2008 sur la pénurie d'eau et la sécheresse. Dans la période législative de 2004 à 2009, il est également membre de la Commission des Pétitions, de la délégation du Parlement européen à la Commission parlementaire de coopération avec la Russie et de la délégation à l'Assemblée parlementaire paritaire ACP-UE.
Aux élections européennes du 7 juin 2009, Seeber est réélu membre du Parlement Européen. Immédiatement après sa réélection, il est élu par le Parti Populaire Européen comme coordinateur du parti pour la Commission de l'environnement, de la santé publique et de la sécurité alimentaire. De plus, il est, pendant cette septième période législative du Parlement européen, membre de la Délégation à l'Assemblée parlementaire euro-latino-américaine ainsi que dans la délégation pour les relations avec les pays d'Amérique centrale. En outre, il est membre suppléant dans la Commission du développement régional ainsi que de la délégation à la Commission parlementaire de coopération avec la Russie.
L'eau est un des thèmes principaux de travail de Richard Seeber. En janvier 2010 il crée la première intergroupe eau au Parlement européen, de laquelle il est également président. Cette intergroupe doit servir de plateforme à de nombreux députés européens, à des représentants de la Commission européenne, comme à des représentants du monde de l'économie, de l'environnement et de la politique du développement régional.